# Großlippen-Buntbarsch
Der Großlippen-Buntbarsch (Cheilochromis euchilus), auch als Sauglippen-Buntbarsch bezeichnet, ist eine afrikanische Buntbarschart, die endemisch im ostafrikanischen Malawisee vorkommt. Der Gattungsname Cheilochromis (Gr.: „cheilos“ = Lippe + Chromis) nimmt Bezug auf die verdickten Lippen der Art.

## Merkmale
Die Fische erreichen eine Länge von 20 bis 35 cm. Der Körper ist hochrückig und seitlich stark abgeflacht. Charakteristisch für die Art sind die dick aufgeworfenen Lippen, die sich an ihrer Spitze noch nach oben bzw. nach unten hakenförmig verlängern. Wahrscheinlich dienen diese Lippen als Tastorgane, mit deren Hilfe Cheilochromis euchilus seine Beute im Aufwuchs aufspürt. Weibchen von Cheilochromis euchilus sind silbergrau mit dunklerem Rücken und weißlichem, leicht gelblich schimmerndem unterem Körperdrittel. Männchen sind bläulich, Kehle und Brust sind gelb. Beide Geschlechter zeigen zwei dunkle Längsstreifen. Der obere verläuft am „Nacken“ beginnend direkt unterhalb der Rückenflossenbasis bis zum oberen Abschnitt des Schwanzstiels, der zweite entlang der Körpermitte vom Kiemendeckel bis zum Schwanzflossenansatz. Weibchen können noch einen dritten Längsstreifen unterhalb des mittigen zeigen. Rücken- und Afterflosse der Männchen laufen spitz aus, bei den Weibchen sind sie abgerundet.
- Flossenformel: Dorsale XV–XVII/9–10, Anale III/9–10.
- Schuppenformel: mLR 32.

## Lebensweise
Cheilochromis euchilus kommt an allen Felsküsten des Malawisees vor, ist aber nirgendwo häufig. Die Art ernährt sich von der Mikrofauna im Algenaufwuchs, der mit den dicken Lippen ertastet wird. Zusammen mit Abactochromis labrosus und den beiden Arten der Gattung Eclectochromis nimmt Cheilochromis euchilus damit im Malawisee die ökologische Nische von Lobochilotes labiatus im Tanganjikasee, von Haplochromis chilotes im Viktoriasee und Amphilophus labiatus im Nicaragua- und Managuasee ein. Wie fast alle Buntbarsche des Malawisees ist die Art ein Maulbrüter. Männchen sind nur wenig territorial und polygam. Ein Gelege umfasst bis zu 150 Eier.